# Wozniesieńsk
Wozniesieńsk (ukr. Вознесенськ, Woznesenśk) – miasto na południu Ukrainy, w obwodzie mikołajowskim, na lewym brzegu Bohu. Siedziba władz rejonu wozniesieńskiego.
Stacja kolejowa Kolei Odeskiej. Przemysł lekki i spożywczy.

## Historia
Miasto od 1938.
Podczas II wojny światowej w listopadzie 1943 do Wozniesieńska przeniesiono z Krzywego Rogu niemiecki obóz jeniecki Stalag 338, później przeniesiony do Reni.
W mieście urodzili się m.in.: Cezary Szyszko, Witaliusz Demczuk.

## Populacja
- 1959 – 31 043[5]
- 1989 – 43 881[3][6]
- 2013 – 36 613[7]

## Miasta partnerskie
- Radomsko
- Hessequa